# ماشیسو
شهر ماشیسو (به پرتغالی: Machico) در ماشیسو در کشور پرتغال واقع شده‌است. جمعیت این شهر ۱۳٬۷۰۰ نفر است. در تاریخ ۲ اوت ۱۹۹۶ به عنوان شهر شناخته شد.